# Нижняя Ермоловка
Нижняя Ермоловка — село в Зеленчукском районе Карачаево-Черкессии. Входит в состав муниципального образования Даусузское сельское поселение .

## География
Расположено в горной части республики, в лесной местности, по реке Большой Зеленчук.
Уличная сеть состоит из 10 географических объектов: ул. Алычевая, ул. Асфальтная, ул. Дачная, ул. Магазинная, ул. Набережная, ул. Новая, ул. Подгорная, ул. Садовая, ул. Степная, ул. Широкая. 
Расстояние дорайонного центра (Зеленчукская) 14 км, до республиканского центра (Черкесск) 69 км.

## Население
| 2002 | 2010 | 2021 |
| ---- | ---- | ---- |
| 403  | ↘374 | ↘365 |

## Инфраструктура
Почтовое отделение 369151 (ул.	Асфальтная, 66)
Скважина №1

## Транспорт
Автодорога федерального значения А-156.